# Gyula Gyenes
Gyula Gyenes (ur. 20 lutego 1911 w Budapeszcie, zm. 26 czerwca 1988 tamże) – węgierski lekkoatleta, sprinter, medalista mistrzostw Europy.
Na mistrzostwach Europy w 1934 w Turynie Gyenes zdobył srebrny medal w sztafecie 4 × 100 metrów (razem z nim biegli László Forgács, József Kovács i József Sír).
Wystąpił na igrzyskach olimpijskich w 1936 w Berlinie, gdzie odpadł w ćwierćfinałach biegu na 100 metrów i biegu na 200 metrów oraz w przedbiegach w sztafecie 4 × 100 metrów. Na mistrzostwach Europy w 1938 w Paryżu zajął 5. miejsce w finale biegu na 200 metrów i odpadł w półfinale biegu na 100 metrów. Sztafeta 4 × 400 metrów z jego udziałem zajęła 6. miejsce, a w sztafecie 4 × 100 m drużyna węgierska odpadła w eliminacjach.
Był mistrzem Węgier w biegu na 100 metrów w latach 1931 i 1936–1938, w biegu na 200 metrów w latach 1936–1938, 1940 i 1942, a także w sztafecie 4 × 200 metrów w 1936 i 1941.

## Rekordy życiowe
- bieg na 100 metrów – 10,4 (1937) były rekord Węgier[6]
- bieg na 200 metrów – 21,5 (1938)